# Vilhelm Björnmo
Josef Fredrik Vilhelm (Ville) Björnmo, född 24 december 1920 i Tystberga, död 21 februari 2016 i Norrköping, var en svensk konstnär.
Björnmo studerade vid Lunnevads folkhögskola 1978–1980 och har företagit studieresor till USA, Frankrike och Italien.
Bland hans offentliga arbeten märks utsmyckning för Östergötlands läns landsting, Sparbanken i Östergötland, Strömbackens äldreboende, Vildmarkshotellet och Mjölby kulturnämnd.